# Думитру Париза
Думитру Париза (на румънски: Dumitru Pariza) е румънски писател.

## Биография
Думитру Париза е роден в 1908 година във воденското арумънско (влашко) село Горно Граматиково, тогава в Османската империя, днес Ано Граматико, Гърция. Пише стихове, част от които са публикувани от Атанасие Наста в арумънската му антология в 1985 година. Наста твърди, че Париза притежава „рядка артистична експресия“.